# The Man with Two Left Feet

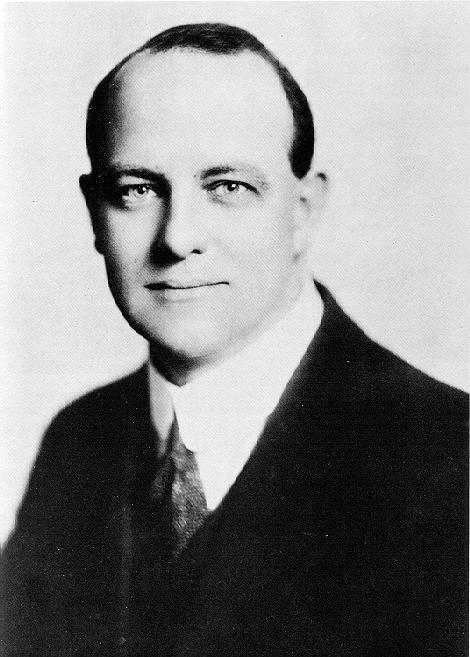
Pelham Grenville Wodehouse (1881–1975)

The Man with Two Left Feet ist eine Kurzgeschichtensammlung mit Frühwerken des britisch-amerikanischen Schriftstellers P. G. Wodehouse, die während eines Aufenthalts in den Vereinigten Staaten entstanden und in britischen und US-amerikanischen Magazinen und Zeitschriften wie The Strand Magazine oder The Saturday Evening Post zwischen 1914 und 1916 veröffentlicht wurden. Als Sammlung wurde sie am 8. März 1917 vom britischen Verlagshaus Methuen Publishing veröffentlicht.

## Inhalt
Die herausstechende Geschichte unter der Kurzgeschichtensammlung ist Extricating Young Gussie, die 1915 veröffentlicht wurde. Mit ihr führte Wodehouse drei Figuren ein, auf die er in späteren Werken immer wieder zurückgriff: Kammerdiener Jeeves, die wohl bekannteste Figur von Wodehouse, wird hier erstmals erwähnt, weist aber schon das unerschütterliche Wesen auf, die ihn auch in späteren Erzählungen charakterisieren:
„Jeeves“, sagte ich, „wir reisen am Samstag nach Amerika.“
„Sehr wohl, Sir. Welchen Anzug wünschen Sie zu tragen?“
Eingeführt wird auch sein Arbeitgeber, der leichtlebige Bertie Wooster und seine Tante Agatha. Tante Agatha ist Anlass für die Reise nach New York, denn sie beauftragt Bertie, Gussie Mannering-Phipps, einen weiteren ihrer Neffen davor zu bewahren, ein Mädchen aus dem New Yorker Vaudeville zu heiraten. Bertie scheitert nicht nur, sondern es kommt darüber hinaus noch zu einer Eheschließung zwischen der ebenfalls nach New York geeilten Mutter mit einem alten Vaudeville-Verehrer. Tante Agatha ist bereits die sprichwörtlich respekteinflössende Verwandte – die Geschichte endet mit der Feststellung Berties, dass er sich wohl die nächsten zehn Jahre nicht nach England wagen kann, will er ihrem Zorn entgehen.
Die übrigen Kurzgeschichten der Sammlung bezeichnet der Literaturkritiker und Wodehouse-Kenner Richard Usborne als überwiegend sentimentale Anfängerstücke. Die Geschichte The Mixer ist aus Sicht eines Hundes erzählt, eine weitere aus Sicht einer Katze. One Touch of Nature ist die Geschichte eines wohlhabenden Amerikaners, dessen status-besessene Ehefrau ihn zwingt, in England zu leben, der aber sich nach einem Baseball-Spiel sehnt. The Romance of an Ugly Policmen ist die Geschichte eines hübschen Küchen, die von ihrer Arbeitgeberin fälschlich des Diebstahls bezichtigt wird und 30 Tage im Gefängnis absitzen muss. Bei Haftentlassung wartet der Polizist auf sie, der sie ursprünglich verhaftet und sich dabei in sie verliebt hat.

## Die einzelnen Kurzgeschichten
Im Folgenden sind die Kurzgeschichten genannt, die in The Man with Two Left Feet enthalten sind, und jeweils das erstveröffentlichende britische und US-amerikanische Magazin.
- Bill the Bloodhound
  - US: The Century Magazine, Februar 1915
  - UK: The Strand Magazine, April 1915
- Extricating Young Gussie
  - US: The Saturday Evening Post, 18. September, 1915
  - UK: The Strand Magazine, Januar 1916
- Wilton's Holiday
  - UK: The Strand Magazine, Juli 1915
  - US: Illustrated Sunday Magazine and Minneapolis Tribune Sunday Magazine, 19. März 1916 (unter dem Titel Wilton's Vacation)
- The Mixer: He Meets a Shy Gentleman
  - UK: The Strand Magazine, November 1915
  - US: The Red Book Magazine, Juni 1916 (unter dem Titel A Very Shy Gentleman)
- The Mixer: He Moves in Society
  - UK: The Strand Magazine, Dezember 1915
  - US: The Red Book Magazine, Juli 1916 (unter dem Titel Breaking into Society)
- Crowned Heads
  - US: The Argosy, Juni 1914
  - UK: Pearson's Magazine, April 1915
- At Geisenheimer's
  - US: The Saturday Evening Post, 21. August 1915
  - UK: The Strand Magazine, Oktober 1915 (unter dem Titel The Love-r-ly Silver Cup)
- The Making of Mac's
  - UK: The Strand Magazine, May 1915
  - US: The Red Book Magazine, Mai 1916 (unter dem Titel The Romance of "Mac's")
- One Touch of Nature
  - US: McClure's Magazine, August 1914 (unter dem Titel Brother Fans)
- Black for Luck
  - UK: The Strand Magazine, Juni 1915
  - US: The Red Book Magazine, Juli 1915 (unter dem Titel A Black Cat for Luck)
- The Romance of an Ugly Policeman
  - UK: The Strand Magazine, Januar 1915
  - US: Ainslee's Magazine, September 1926
- A Sea of Troubles
  - US: McClure's|McClure's Magazine, September 1914
  - UK: Pearson's Magazine, Juni 1915
- The Man with Two Left Feet
  - US: The Saturday Evening Post, 18. März 1916
  - UK: The Strand Magazine, Mai 1916

## Einzelbelege
1. ↑   Usborne: Plum Sauce. A P. G. Wodehouse Companion. S. 147.
2. ↑   Usborne: Plum Sauce. A P. G. Wodehouse Companion. S. 84.
3. ↑  Martin H Manser: Dictionary of Allusions. Facts on File, 2009, ISBN 978-0-8160-7105-0 (englisch).
4. ↑   Usborne: Plum Sauce. A P. G. Wodehouse Companion. S. 148.